# 援助东方
援助东方（德語：Osthilfe）是德国魏瑪共和國政府（1919-1933年）曾推行的一项经济援助政策，當時當局为東普魯士的破产庄园提供资金支持。
1929-1930年间，尽管经济总体状况紧迫，政府缺乏资金，但他们依旧选择了实施援助东方政策，原因在于魏瑪共和國政府急需破产庄园地主们，也就是影响力较大的容克地主阶级继续支持他们，但将军、后来的总理庫爾特·馮·施萊謝爾等政客都对此表示反对。
1932年12月至1933年1月，援助东方政策引发了一大丑闻。很多接受援助的容克地主其实将款项用在了奢侈品开销上，如汽车、假期花銷等。对丑闻进行调查后，魏瑪共和国总统、将军保罗·冯·兴登堡也被发现与事件有牵连。